# Rostelecom Cup de 2012
Rostelecom Cup de 2012 (também conhecida como Cup of Russia) foi a décima sétima edição da Rostelecom Cup, um evento anual de patinação artística no gelo organizado pela Federação de Patinação Artística da Rússia (em russo:  Федерация фигурного катания на коньках Росси), e que fez parte do Grand Prix de 2012–13. A competição foi disputada entre os dias 9 de novembro e 11 de novembro, na cidade de Moscou, Rússia.

## Eventos
- Individual masculino
- Individual feminino
- Duplas
- Dança no gelo

## Medalhistas
| Evento                        | Ouro                                        | Prata                                      | Bronze                                          |
| Individual masculino detalhes | Patrick Chan · Canadá                       | Takahiko Kozuka · Japão                    | Michal Březina · República Tcheca               |
| Individual feminino detalhes  | Kiira Korpi · Finlândia                     | Gracie Gold · Estados Unidos               | Agnes Zawadzki · Estados Unidos                 |
| Duplas detalhes               | Tatiana Volosozhar · Maxim Trankov · Rússia | Vera Bazarova · Yuri Larionov · Rússia     | Caydee Denney · John Coughlin · Estados Unidos  |
| Dança no gelo detalhes        | Tessa Virtue · Scott Moir · Canadá          | Elena Ilinykh · Nikita Katsalapov · Rússia | Victoria Sinitsina · Ruslan Zhiganshin · Rússia |

## Resultados

### Individual masculino
| Pos.              | Nome               | Nacionalidade    | Pontos | PC         | PL         |
| ----------------- | ------------------ | ---------------- | ------ | ---------- | ---------- |
| Medalha de ouro   | Patrick Chan       | Canadá           | 262.35 | 85.44 (1)  | 176.91 (1) |
| Medalha de prata  | Takahiko Kozuka    | Japão            | 229.99 | 76.34 (3)  | 153.65 (3) |
| Medalha de bronze | Michal Březina     | República Tcheca | 224.56 | 73.83 (6)  | 150.73 (4) |
| 4                 | Konstantin Menshov | Rússia           | 223.72 | 76.73 (2)  | 146.99 (5) |
| 5                 | Nobunari Oda       | Japão            | 217.92 | 63.18 (8)  | 154.74 (2) |
| 6                 | Richard Dornbush   | Estados Unidos   | 210.89 | 67.44 (7)  | 143.45 (6) |
| 7                 | Artur Gachinski    | Rússia           | 209.84 | 74.07 (5)  | 135.77 (7) |
| 8                 | Zhan Bush          | Rússia           | 199.37 | 74.50 (4)  | 124.87 (8) |
| 9                 | Denis Ten          | Cazaquistão      | 177.77 | 59.42 (9)  | 118.35 (9) |
| WD                | Johnny Weir        | Estados Unidos   | —      | 57.47 (10) | — (WD)     |

### Individual feminino
| Pos.              | Nome                 | Nacionalidade  | Pontos | PC         | PL         |
| ----------------- | -------------------- | -------------- | ------ | ---------- | ---------- |
| Medalha de ouro   | Kiira Korpi          | Finlândia      | 177.19 | 61.55 (2)  | 115.64 (1) |
| Medalha de prata  | Gracie Gold          | Estados Unidos | 175.03 | 62.16 (1)  | 112.87 (2) |
| Medalha de bronze | Agnes Zawadzki       | Estados Unidos | 166.61 | 60.18 (3)  | 106.43 (4) |
| 4                 | Kanako Murakami      | Japão          | 166.34 | 56.78 (6)  | 109.56 (3) |
| 5                 | Adelina Sotnikova    | Rússia         | 157.98 | 57.11 (5)  | 100.87 (7) |
| 6                 | Alena Leonova        | Rússia         | 157.27 | 58.85 (4)  | 98.42 (8)  |
| 7                 | Polina Korobeynikova | Rússia         | 153.32 | 51.45 (8)  | 101.87 (6) |
| 8                 | Viktoria Helgesson   | Suécia         | 151.48 | 54.10 (7)  | 97.38 (9)  |
| 9                 | Valentina Marchei    | Itália         | 148.67 | 46.25 (9)  | 102.42 (5) |
| 10                | Caroline Zhang       | Estados Unidos | 138.21 | 46.15 (10) | 92.06 (10) |

### Duplas
| Pos.              | Nome                                   | Nacionalidade  | Pontos | PC        | PL         |
| ----------------- | -------------------------------------- | -------------- | ------ | --------- | ---------- |
| Medalha de ouro   | Tatiana Volosozhar / Maxim Trankov     | Rússia         | 207.53 | 74.74 (1) | 132.79 (1) |
| Medalha de prata  | Vera Bazarova / Yuri Larionov          | Rússia         | 191.08 | 66.02 (2) | 125.06 (2) |
| Medalha de bronze | Caydee Denney / John Coughlin          | Estados Unidos | 179.21 | 59.02 (3) | 120.19 (3) |
| 4                 | Paige Lawrence / Rudi Swiegers         | Canadá         | 154.16 | 51.86 (4) | 102.30 (4) |
| 5                 | Anastasia Martiusheva / Alexei Rogonov | Rússia         | 150.15 | 50.90 (5) | 99.25 (5)  |
| 6                 | Tiffany Vise / Don Baldwin             | Estados Unidos | 143.15 | 45.91 (7) | 97.24 (6)  |
| 7                 | Nicole Della Monica / Matteo Guarise   | Itália         | 142.53 | 50.25 (6) | 92.28 (7)  |

### Dança no gelo
| Pos.              | Nome                                   | Nacionalidade  | Pontos | PC        | PL         |
| ----------------- | -------------------------------------- | -------------- | ------ | --------- | ---------- |
| Medalha de ouro   | Tessa Virtue / Scott Moir              | Canadá         | 173.99 | 70.65 (1) | 103.34 (1) |
| Medalha de prata  | Elena Ilinykh / Nikita Katsalapov      | Rússia         | 158.46 | 65.70 (2) | 92.76 (2)  |
| Medalha de bronze | Victoria Sinitsina / Ruslan Zhiganshin | Rússia         | 145.08 | 60.85 (3) | 84.23 (4)  |
| 4                 | Maia Shibutani / Alex Shibutani        | Estados Unidos | 140.91 | 58.26 (4) | 82.65 (5)  |
| 5                 | Nelli Zhiganshina / Alexander Gazsi    | Alemanha       | 140.54 | 55.53 (6) | 85.01 (3)  |
| 6                 | Ksenia Monko / Kirill Khaliavin        | Rússia         | 135.84 | 55.81 (5) | 80.03 (6)  |
| 7                 | Penny Coomes / Nicholas Buckland       | Reino Unido    | 126.66 | 51.39 (8) | 75.27 (7)  |
| 8                 | Nicole Orford / Thomas Williams        | Canadá         | 124.96 | 51.44 (7) | 73.52 (8)  |

## Quadro de medalhas
| Ordem | País             | Medalha de ouro | Medalha de prata | Medalha de bronze |    | Ordem por total |
| ----- | ---------------- | --------------- | ---------------- | ----------------- | -- | --------------- |
| 1     | Canadá           | 2               |                  |                   | 2  | 3               |
| 2     | Rússia           | 1               | 2                | 1                 | 4  | 1               |
| 3     | Finlândia        | 1               |                  |                   | 1  | 4               |
| 4     | Estados Unidos   |                 | 1                | 2                 | 3  | 2               |
| 5     | Japão            |                 | 1                |                   | 1  | 4               |
| 6     | República Tcheca |                 |                  | 1                 | 1  | 4               |
| TOTAL | TOTAL            | 4               | 4                | 4                 | 12 | —               |